# Vega 1
Vega 1 (i la seva bessona Vega 2) és una sonda espacial soviètica del programa Vega, amb l'objectiu d'estudiar Venus i el cometa de Halley. Ambdues sondes foren dissenyades pel Centre Espacial Babakin i construïdes amb el malnom 5VK per Lavochkin a Khimki.
La sonda era propulsada per dos panells solars i portava una antena, càmeres, un espectròmetre, una sonda d'infrarojos, magnetòmetres (MISCHA), i sondes de plasma. La sonda pesava 4,920 kg. Fou llançada pel coet Proton 8K82K en el cosmòdrom de Baikonur. Ambdues sondes utilitzaven sistemes d'estabilització de tres eixos. La sonda estava equipada també d'un blindatge per a protegir-se de la pols del cometa de Halley.
Ambdues sondes es troben actualment en òrbites heliocèntriques.

## Missió
El mòdul de descens arribà a Venus l'11 de juny de 1985, dos dies després de ser alliberat de Vega 1. El mòdul de descens contenia també un globus explorador. La sonda principal realitzà una assistència gravitatòria utilitzant Venus, i continuà la seva missió fins a interceptar el cometa de Halley.